# Finland op het Eurovisiesongfestival 1998
Finland nam in 1998 deel aan het Eurovisiesongfestival in Birmingham, Verenigd Koninkrijk. Het was de vijfendertigste deelname van het land op het festival. Het land werd vertegenwoordigd door Edea met het lied "Aava".

## Selectieprocedure
De finale werd gehouden in de studio's van de nationale omroep in Helsinki en werd gepresenteerd door Olga K en Sami Aaltonen.
In totaal deden 9 artiesten mee aan deze nationale finale.
De winnaar werd aangeduid door een expertjury en eurovisiefans.
| Volgorde | Artiest                     | Lied                              | Punten | Plaats |
| -------- | --------------------------- | --------------------------------- | ------ | ------ |
| 1        | Kaija Kärkinen & Ile Kallio | "Maailman laitaan"                | 11     | 7      |
| 2        | Elena Mady                  | "Honeymoon"                       | 9      | 8      |
| 3        | Nylon Beat                  | "Umm ma ma"                       | 19     | 3=     |
| 4        | Samuli Edelman & Sami       | "Olen luonasi sun"                | 14     | 6      |
| 5        | Sari Kaasinen               | "Mielessäni"                      | 19     | 3=     |
| 6        | Jari Sillanpää              | "Valkeaa unelmaa"                 | 21     | 2      |
| 7        | Ultra Bra                   | "Tyttöjen välisestä ystävyydestä" | 19     | 3=     |
| 8        | Luka                        | "Tuun sun luo"                    | 3      | 9      |
| 9        | Edea                        | "Aava"                            | 23     | 1      |

## In Birmingham
Op het Eurovisiesongfestival zelf trad Finland als 21ste van 25 deelnemers aan, na België en voor Noorwegen. Aan het einde van de puntentelling stond Finland op een 15de plaats met 22 punten.
België  en Nederland hadden geen punten over voor deze inzending.

### Gekregen punten

#### Finale
| 12 punten | 10 punten          | 8 punten | 7 punten | 6 punten                      |
| --------- | ------------------ | -------- | -------- | ----------------------------- |
|           | - Estland - Zweden |          |          |                               |
| 5 punten  | 4 punten           | 3 punten | 2 punten | 1 punt                        |
|           |                    |          |          | - Noord-Macedonië - Noorwegen |

### Punten gegeven door Finland

#### Finale
Punten gegeven in de finale:
| 12 punten | Estland             |
| 10 punten | Israël              |
| 8 punten  | Verenigd Koninkrijk |
| 7 punten  | Nederland           |
| 6 punten  | Zweden              |
| 5 punten  | Malta               |
| 4 punten  | Slovenië            |
| 3 punten  | Kroatië             |
| 2 punten  | Noorwegen           |
| 1 punt    | Duitsland           |

1961 · 1962 · 1963 · 1964 · 1965 · 1966 · 1967 · 1968 · 1969 · 1970 · 1971 · 1972 · 1973 · 1974 · 1975 · 1976 · 1977 · 1978 · 1979 · 1980 · 1981 · 1982 · 1983 · 1984 · 1985 · 1986 · 1987 · 1988 · 1989 · 1990 · 1991 · 1992 · 1993 · 1994 · 1995 · 1996 · 1997 · 1998 · 1999 · 2000 · 2001 · 2002 · 2003 · 2004 · 2005 · 2006 · 2007 · 2008 · 2009 · 2010 · 2011 · 2012 · 2013 · 2014 · 2015 · 2016 · 2017 · 2018 · 2019 · 2020 · 2021 · 2022 · 2023 · 2024 · 2025